# Bas Haan
Bas Jacob Joseph (Bas) Haan (Sint-Oedenrode, 1973) is een Nederlandse journalist en verslaggever.

## Biografie
Haan studeerde technische natuurkunde in Delft, maar studeerde uiteindelijk af als maatschappijhistoricus aan de Erasmusuniversiteit in Rotterdam. Haan koos voor een carrière in de journalistiek en kwam in 2000 terecht bij Netwerk, oorspronkelijk een  actualiteitenrubriek van de samenwerkende omroepen AVRO, KRO en NCRV, later NCRV en EO. In 2005 werd hij genomineerd voor het Gouden Beeld en voor De Loep voor zijn reportage over de Schiedammer parkmoord, waarin justitie ontlastend bewijs achterhield. Haan werkte tot en met 2006 voor Netwerk, waarna hij de overstap maakte naar NOVA, de voorloper van Nieuwsuur, het actualiteitenprogramma van NOS/NTR. 
Haan maakte meer dan vijftien reportages over de Deventer moordzaak, waarover hij in 2009 ook een omstreden boek publiceerde. Daarvoor werd hij voor diverse prijzen genomineerd, waaronder De Loep voor onderzoeksjournalistiek en Persprijs Jacques van Veen voor rechtbankverslaggeving.
Met Nieuwsuur-collega Mariëlle Tweebeeke ontving Bas Haan in 2013 De Tegel, de jaarprijs voor journalistiek, voor de berichtgeving over het controversiële programma 24 uur: tussen leven en dood waarin patiënten van de spoedeisende hulp van het VU medisch centrum met verborgen camera's werden gefilmd.
Haan werd in december 2015 uitgeroepen tot Journalist van het Jaar.
In januari 2017 publiceerde Haan het boek De rekening voor Rutte. Daarin beschrijft hij de vermeende doofpot binnen de VVD en het ministerie van Veiligheid en Justitie rondom de zogenaamde Teevendeal. In het boek onthult hij onder andere een e-mail waaruit zou blijken dat toenmalig minister Ard van der Steur in zijn tijd als Kamerlid minister Opstelten heeft geadviseerd om de Tweede Kamer niet te informeren over het precieze bedrag dat gemoeid was met de deal met Cees H. Van der Steur ontkende dit. In een Kamerdebat op 26 januari 2017 naar aanleiding van de publicatie van het boek en de openbaarmaking daarin van de bewuste e-mail maakte Van der Steur zijn aftreden bekend, omdat hij voelde dat de Kamer geen vertrouwen meer in hem had. Voor een van de Nieuwsuur-uitzendingen over de Teevendeal won Haan De Tegel 2015 in de categorie onderzoek en voor een andere uitzending won bij De tv-beelden in 2016 in de categorie beste actuele programma. Met zijn boek De rekening voor Rutte won hij in 2017 De Loep in de categorie onderzoeksjournalistiek.
Voor zijn reportage voor Nieuwsuur op 6 december 2017 over de 'WODC-affaire' kreeg hij De Tegel voor beste nieuwsitem 2017.
In 2018 werd de Brusseprijs voor het beste Nederlandstalige journalistieke boek aan hem toegekend voor zijn boek De rekening voor Rutte. De Teevendeal, het bonnetje en de politieke prijs voor leugens.
December 2020 verscheen een hernieuwde uitgave van zijn boek De Deventer Moordzaak in verband met de verfilming ervan. De première van die bioscoopfilm genaamd De Veroordeeling werd als gevolg van de coronacrisis tot september 2021 uitgesteld.
In juni 2021 verscheen zijn fictiedebuut, de thriller Lenoir.
Begin 2022 werd Haans overstap aangekondigd van Nieuwsuur naar de onderzoeksredactie van NRC Handelsblad per 1 maart 2022.